# ヘンリー・ハインドマン

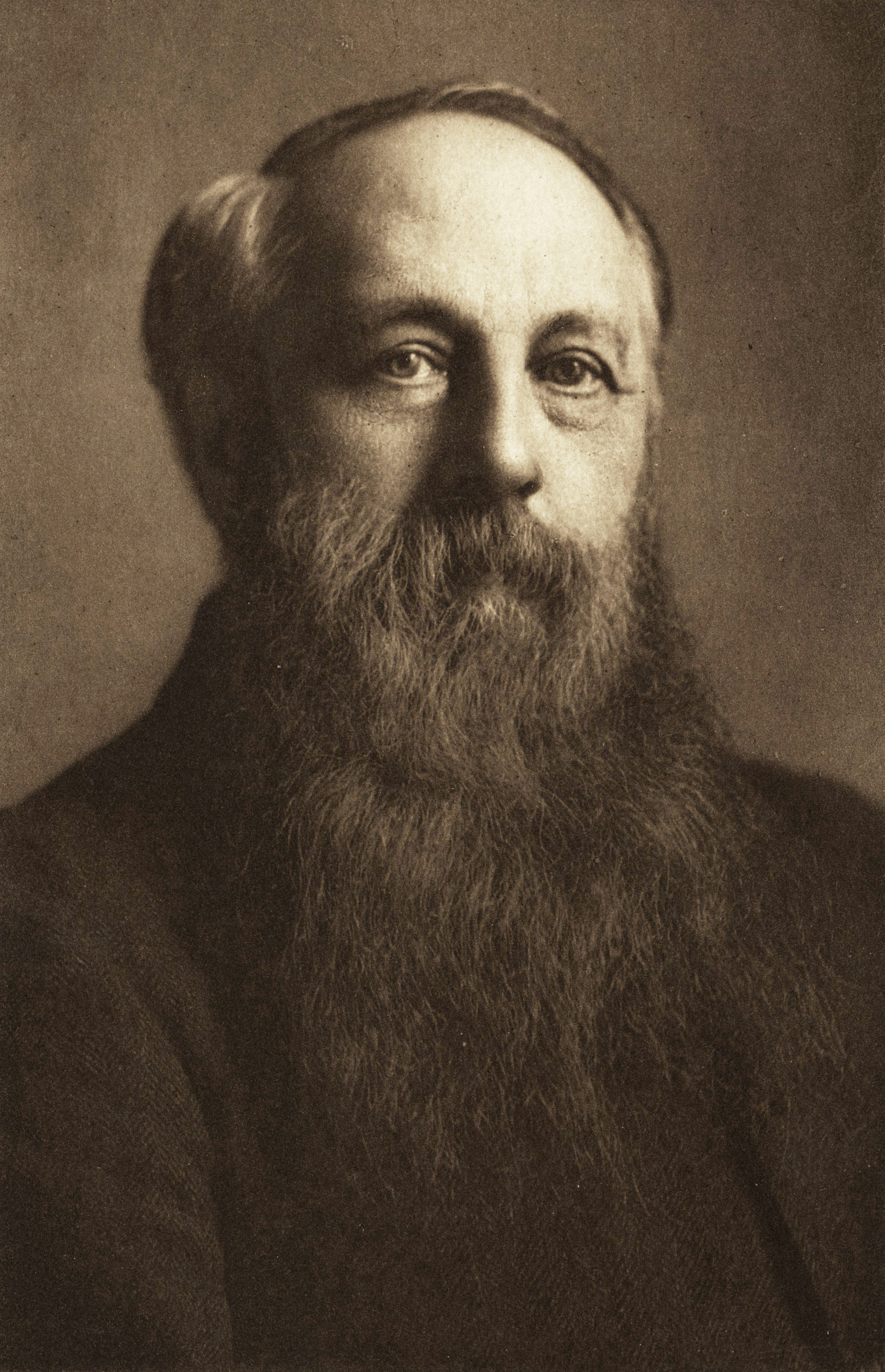
ヘンリー・ハインドマン

ヘンリー・ハインドマン（Henry Mayers Hyndman、1842年3月7日 - 1921年11月20日）は、イギリスの政治家・新聞記者。

## 生涯
1842年、法廷弁護士の子としてロンドンで生まれた。ケンブリッジ大学で学ぶ。はじめは父親と同じくイギリス保守党党員であり（後にその縁で保守党から資金援助を受け取ってたことは問題を起こす）、フェルディナント・ラッサール、カール・マルクスに関心を抱き、『共産党宣言』『資本論』などを通じて社会主義思想に傾いていった。1881年、イギリス初の社会主義政党である社会民主連盟（当初は民主連盟）を創設する。ウィリアム・モリスや、エリノア・マルクス（マルクスの娘）、アニー・ベサント、ラムゼイ・マクドナルド、エドワード・カーペンター、イーディス・ネズビットなどが著名なメンバーだった。土地・銀行・鉄道の国有化や、初等教育の無償化など社会主義的な要求を掲げ、以後、彼はマルクス主義的社会主義の理論的紹介・組織化に努めた。しかし、その独裁的性格もあって党内をまとめることができず、1884年末にはモリスやマルクスが脱退した。1900年、労働代表委員会（労働党の母体）に合流するが、革命主義的な立場をとったため、議会主義的な労働党には加わらなかった。独特の帝国構想を持っており、ベンジャミン・ディズレーリとも接触していた。1905年にはインドの自治を訴えて後のインド共産党やヒンドゥー・ナショナリズムの創設者たちとインディア・ハウスを創設した。第1次世界大戦中は愛国的立場を採ってイギリスの参戦を主張し、1916年に国家社会主義党を結成し、John Joseph Jones(en)ら党員3名を議会進出させてる。1921年に死去。